# Louisa Morton Greene
Louisa Morton Greene (nacida Louisa Morton Willard; 23 de mayo de 1819 - 5 de marzo de 1900) fue una reformadora, escritora, abolicionista, sufragista, trabajadora por los derechos de la mujer, trabajadora por la templanza y trabajadora de ayuda durante la Guerra de Secesión del siglo XIX, de Massachusetts. Aunque tenía una escolaridad limitada, fue la primera mujer estadounidense en rebelarse contra la discriminación hacia las mujeres en la industria, negándose a aceptar el salario de una mujer después de hacer el trabajo de un hombre. Greene también fue una de las primeras defensoras de las causas de la templanza y el sufragio en sus compromisos de escribir y hablar. Murió en 1900.

## Primeros años y educación
Louisa Morton Willard nació en Ashburnham (Massachusetts), el 23 de mayo de 1819. Es descendiente de antepasados de Nueva Inglaterra. Su padre, Henry Willard, herrero y granjero, se mudó de Vermont y se estableció en Ashburnham a principios del presente siglo. Desprovista de ambos padres en la primera infancia, se vio privada de la educación y se vio obligada a trabajar por sus propios medios a la edad de 13 años.

## Carrera
Consiguió empleo en una fábrica de lana en Dedham, Massachusetts, y trabajó durante varios años por una miseria de entre 1 y 2 dólares por semana y pensión, trabajando 14 horas al día. Allí, sobre las cabezas de las bobinas, aprendió a escribir. A pesar de sus largas horas de trabajo, encontró tiempo para mejorar constantemente leyendo y estudiando. Sus hábitos de estricta economía le permitieron ahorrar una parte de su salario, y a la edad de 17 años tenía 150 dólares en el banco. Luego vino su primera revuelta contra la injusticia mostrada a las mujeres en las actividades industriales. Se hizo una gran discriminación en materia de salarios, simplemente por razones de sexo. Llamada en un momento dado, a ocupar el lugar de un hombre en un huso, ella realizó sus tareas bien y a satisfacción de su empleador. Cuando llegó el día de pago y ella exigió la misma compensación que el hombre había estado reemplazando, su petición fue recibida con asombro. La valiente joven se mantuvo firme y se negó a volver al huso a menos que se le pagara la misma cantidad que al hombre cuyo lugar ocupaba. Fue despedida rápidamente de la fábrica, para ser contratada unas semanas más tarde con un salario más alto.
En 1840, enseñó en una escuela cerca de Portsmouth, New Hampshire. Allí conoció a Jonas Greene, de Maine, y se casaron en 1841. Greene se convirtió posteriormente en un político prominente, representando a su distrito en cada rama de la legislatura del Estado durante varios mandatos sucesivos. Su éxito en la vida lo atribuyó en gran medida a la cooperación y el apoyo de su esposa. Trasladándose con su marido al entonces poco asentado Condado de Oxford (Maine), una nueva y activa vida se abrió para ella. Mientras cumplía fielmente sus deberes, encontró tiempo para entrar en el trabajo filantrópico y de reforma de los tiempos. Pronto se convirtió en una seguidora en el sistema de tratamiento con la hidroterapia de los enfermos, se familiarizó con él y pronto desarrolló una notable habilidad para el cuidado y tratamiento de los enfermos. Los médicos y las medicinas eran desconocidos en su casa, y su habilidad fue muy demandada en la comunidad.
En 1850, Greene comenzó a defender la causa antiesclavista. Ella y otras reunieron a las mujeres y organizaron sociedades antiesclavistas. Se distribuyó literatura, se leyó La cabaña del tío Tom, y escribió muchos artículos para los periódicos locales. Durante la Guerra Civil Americana, la labor patriótica de Greene fue incansable. Cuando se necesitaban suministros para el hospital, los recogía, preparaba y enviaba. Las contribuciones de Greene a los periódicos durante años cubrieron una amplia gama de temas. Fue una de las primeras defensoras de las causas de la templanza y el sufragio en sus compromisos de escribir y dar conferencias. En 1869, se trasladó con su familia a Manassas (Virginia), donde su marido murió en 1873. Con el paso de los años, Greene se retiró del trabajo filantrópico activo. Falleció el 5 de marzo de 1900.